# Harposporium crassum
Harposporium crassum är en svampart som beskrevs av A.M. Sheph. 1955. Harposporium crassum ingår i släktet Harposporium och familjen Clavicipitaceae.   Inga underarter finns listade i Catalogue of Life.